# Snowboard nos Jogos Olímpicos de Inverno de 2018 - Snowboard cross masculino
O snowboard cross masculino do snowboard nos Jogos Olímpicos de Inverno de 2018 ocorreu nos dia 15 de fevereiro no Parque de Neve Phoenix, em Pyeongchang.

## Medalhistas
| Ouro   | FRA Pierre Vaultier  |
| Prata  | AUS Jarryd Hughes    |
| Bronze | ESP Regino Hernández |

## Resultados

### Ranqueamento
A fase de ranqueamento foi realizada às 11:00. 
| Pos. | Ordem | Atleta                  | Descida 1 | Descida 2 | Melhor  | Notas |
| ---- | ----- | ----------------------- | --------- | --------- | ------- | ----- |
| 1    | 15    | FRA Pierre Vaultier     | 1:13.14   | —         | 1:13.14 |       |
| 2    | 7     | ITA Omar Visintin       | 1:13.25   | —         | 1:13.25 |       |
| 3    | 9     | ESP Regino Hernández    | 1:13.67   | —         | 1:13.67 |       |
| 4    | 22    | OAR Nikolay Olyunin     | 1:13.78   | —         | 1:13.78 |       |
| 5    | 29    | FRA Merlin Surget       | 1:13.82   | —         | 1:13.82 |       |
| 6    | 5     | USA Hagen Kearney       | 1:13.94   | —         | 1:13.94 |       |
| 7    | 1     | GER Martin Nörl         | 1:14.12   | —         | 1:14.12 |       |
| 8    | 17    | CAN Kevin Hill          | 1:14.24   | —         | 1:14.24 |       |
| 9    | 31    | SUI Kalle Koblet        | 1:14.25   | —         | 1:14.25 |       |
| 10   | 27    | FRA Ken Vuagnoux        | 1:14.29   | —         | 1:14.29 |       |
| 11   | 23    | CAN Chris Robanske      | 1:14.35   | —         | 1:14.35 |       |
| 12   | 25    | AUS Cameron Bolton      | 1:14.35   | —         | 1:14.35 |       |
| 13   | 26    | ITA Lorenzo Sommariva   | 1:14.36   | —         | 1:14.36 |       |
| 14   | 11    | GER Paul Berg           | 1:14.39   | —         | 1:14.39 |       |
| 15   | 10    | USA Nick Baumgartner    | 1:14.46   | —         | 1:14.46 |       |
| 16   | 28    | AUT Hanno Douschan      | 1:14.53   | —         | 1:14.53 |       |
| 17   | 16    | AUT Markus Schairer     | 1:14.56   | —         | 1:14.56 |       |
| 18   | 4     | ITA Emanuel Perathoner  | 1:14.62   | —         | 1:14.62 |       |
| 19   | 21    | USA Jonathan Cheever    | 1:14.72   | —         | 1:14.72 |       |
| 20   | 13    | AUS Alex Pullin         | 1:14.76   | —         | 1:14.76 |       |
| 21   | 33    | SUI Jérôme Lymann       | 1:14.77   | —         | 1:14.77 |       |
| 22   | 14    | AUS Adam Lambert        | 1:14.94   | —         | 1:14.94 |       |
| 23   | 30    | FIN Anton Lindfors      | 1:15.01   | —         | 1:15.01 |       |
| 24   | 2     | AUT Alessandro Hämmerle | 1:15.03   | —         | 1:15.03 |       |
| 25   | 12    | AUS Jarryd Hughes       | 1:15.69   | 1:13.73   | 1:13.73 |       |
| 26   | 6     | ESP Lucas Eguibar       | 1:18.42   | 1:14.45   | 1:14.45 |       |
| 27   | 3     | USA Mick Dierdorff      | 1:15.47   | 1:14.52   | 1:14.52 |       |
| 28   | 19    | ITA Michele Godino      | 1:20.88   | 1:14.96   | 1:14.96 |       |
| 29   | 39    | ARG Steven Williams     | 1:17.12   | 1:15.35   | 1:15.35 |       |
| 30   | 32    | AND Lluís Marin Tarroch | 1:15.47   | 1:15.37   | 1:15.37 |       |
| 31   | 35    | OAR Daniil Dilman       | 1:15.40   | 1:16.11   | 1:15.40 |       |
| 32   | 34    | CZE Jan Kubičík         | 1:15.73   | 1:16.25   | 1:15.73 |       |
| 33   | 20    | GER Konstantin Schad    | 1:15.73   | DNS       | 1:15.73 |       |
| 34   | 38    | CAN Éliot Grondin       | 1:28.89   | 1:15.93   | 1:15.93 |       |
| 35   | 36    | FRA Loan Bozzolo        | 1:16.15   | 1:16.11   | 1:16.11 |       |
| 36   | 24    | NZL Duncan Campbell     | 1:16.68   | DNF       | 1:16.68 |       |
| 37   | 37    | ESP Laro Herrero        | 1:17.62   | 1:16.97   | 1:16.97 |       |
| 38   | 8     | AUT Lukas Pachner       | 1:16.99   | 1:17.48   | 1:16.99 |       |
| 39   | 40    | POL Mateusz Ligocki     | 1:19.48   | 1:19.22   | 1:19.22 |       |
| 40   | 18    | CAN Baptiste Brochu     | DNS       | DNS       | DNS     |       |

### Fase eliminatória
Os três primeiros de cada bateria avançam para a fase seguinte. Nas semifinais os três primeiros de cada bateria vão para a grande final e os três restantes para a pequena final. 

#### Oitavas de final
| Pos. | Bib | Atleta              | Notas |
| ---- | --- | ------------------- | ----- |
| 1    | 25  | AUS Jarryd Hughes   | Q     |
| 2    | 1   | FRA Pierre Vaultier | Q     |
| 3    | 17  | AUT Markus Schairer | Q     |
| 4    | 16  | AUT Hanno Douschan  |       |
|      | 40  | CAN Baptiste Brochu | DNS   |

| Pos. | Bib | Atleta                  | Notas |
| ---- | --- | ----------------------- | ----- |
| 1    | 24  | AUT Alessandro Hämmerle | Q     |
| 2    | 8   | CAN Kevin Hill          | Q     |
| 3    | 9   | SUI Kalle Koblet        | Q     |
| 4    | 33  | GER Konstantin Schad    |       |
| 5    | 32  | CZE Jan Kubičík         |       |

| Pos. | Bib | Atleta              | Notas |
| ---- | --- | ------------------- | ----- |
| 1    | 21  | SUI Jérôme Lymann   | Q     |
| 2    | 12  | AUS Cameron Bolton  | Q     |
| 3    | 5   | FRA Merlin Surget   | Q     |
| 4    | 29  | ARG Steven Williams |       |
| 5    | 36  | NZL Duncan Campbell |       |

| Pos. | Bib | Atleta                | Notas |
| ---- | --- | --------------------- | ----- |
| 1    | 4   | OAR Nikolay Olyunin   | Q     |
| 2    | 20  | AUS Alex Pullin       | Q     |
| 3    | 28  | ITA Michele Godino    | Q     |
| 4    | 13  | ITA Lorenzo Sommariva |       |
| 5    | 37  | ESP Laro Herrero      |       |

| Pos. | Bib | Atleta               | Notas |
| ---- | --- | -------------------- | ----- |
| 1    | 27  | USA Mick Dierdorff   | Q     |
| 2    | 14  | GER Paul Berg        | Q     |
| 3    | 3   | ESP Regino Hernández | Q     |
| 4    | 19  | USA Jonathan Cheever |       |
| 5    | 37  | AUT Lukas Pachner    |       |

| Pos. | Bib | Atleta                  | Notas |
| ---- | --- | ----------------------- | ----- |
| 1    | 6   | USA Hagen Kearney       | Q     |
| 2    | 11  | CAN Chris Robanske      | Q     |
| 3    | 35  | FRA Loan Bozzolo        | Q     |
| 4    | 22  | AUS Adam Lambert        |       |
| 5    | 30  | AND Lluís Marin Tarroch |       |

| Pos. | Bib | Atleta             | Notas |
| ---- | --- | ------------------ | ----- |
| 1    | 7   | GER Martin Nörl    | Q     |
| 2    | 10  | FRA Ken Vuagnoux   | Q     |
| 3    | 23  | FIN Anton Lindfors | Q     |
| 4    | 31  | OAR Daniil Dilman  |       |
| 5    | 34  | CAN Éliot Grondin  |       |

| Pos. | Bib | Atleta                 | Notas |
| ---- | --- | ---------------------- | ----- |
| 1    | 18  | ITA Emanuel Perathoner | Q     |
| 2    | 15  | USA Nick Baumgartner   | Q     |
| 3    | 39  | POL Mateusz Ligocki    | Q     |
| 4    | 2   | ITA Omar Visintin      |       |
|      | 26  | ESP Lucas Eguibar      | DNF   |

#### Quartas de final
| Pos. | Bib | Atleta                  | Notas |
| ---- | --- | ----------------------- | ----- |
| 1    | 1   | FRA Pierre Vaultier     | Q     |
| 2    | 25  | AUS Jarryd Hughes       | Q     |
| 3    | 24  | AUT Alessandro Hämmerle | Q     |
| 4    | 8   | CAN Kevin Hill          |       |
|      | 17  | AUT Markus Schairer     | DNF   |
|      | 9   | SUI Kalle Koblet        | DNF   |

| Pos. | Bib | Atleta              | Notas |
| ---- | --- | ------------------- | ----- |
| 1    | 4   | OAR Nikolay Olyunin | Q     |
| 2    | 20  | AUS Alex Pullin     | Q     |
| 3    | 12  | AUS Cameron Bolton  | Q     |
| 4    | 21  | SUI Jérôme Lymann   |       |
|      | 5   | FRA Merlin Surget   | DNF   |
|      | 28  | ITA Michele Godino  | DNF   |

| Pos. | Bib | Atleta               | Notas |
| ---- | --- | -------------------- | ----- |
| 1    | 3   | ESP Regino Hernández | Q     |
| 2    | 27  | USA Mick Dierdorff   | Q     |
| 3    | 11  | CAN Chris Robanske   | Q     |
| 4    | 6   | USA Hagen Kearney    |       |
|      | 14  | GER Paul Berg        | DNF   |
|      | 35  | FRA Loan Bozzolo     | DNF   |

| Pos. | Bib | Atleta                 | Notas |
| ---- | --- | ---------------------- | ----- |
| 1    | 7   | GER Martin Nörl        | Q     |
| 2    | 15  | USA Nick Baumgartner   | Q     |
| 3    | 23  | FIN Anton Lindfors     | Q     |
| 4    | 18  | ITA Emanuel Perathoner |       |
|      | 10  | FRA Ken Vuagnoux       | DNF   |
|      | 39  | POL Mateusz Ligocki    | DNF   |

#### Semifinais
| Pos. | Bib | Atleta                  | Notas |
| ---- | --- | ----------------------- | ----- |
| 1    | 20  | AUS Alex Pullin         | Q     |
| 2    | 25  | AUS Jarryd Hughes       | Q     |
| 3    | 1   | FRA Pierre Vaultier     | Q     |
| 4    | 12  | AUS Cameron Bolton      |       |
| 5    | 24  | AUT Alessandro Hämmerle |       |
|      | 4   | OAR Nikolay Olyunin     | DNF   |

| Pos. | Bib | Atleta               | Notas |
| ---- | --- | -------------------- | ----- |
| 1    | 3   | ESP Regino Hernández | Q     |
| 2    | 15  | USA Nick Baumgartner | Q     |
| 3    | 27  | USA Mick Dierdorff   | Q     |
| 4    | 7   | GER Martin Nörl      |       |
| 5    | 23  | FIN Anton Lindfors   |       |
|      | 11  | CAN Chris Robanske   | DNF   |

#### Final
Pequena final
| Pos. | Bib | Atleta                  | Notas |
| ---- | --- | ----------------------- | ----- |
| 7    | 24  | AUT Alessandro Hämmerle |       |
| 8    | 7   | GER Martin Nörl         |       |
| 9    | 23  | FIN Anton Lindfors      |       |
| 10   | 12  | AUS Cameron Bolton      |       |
| 11   | 4   | OAR Nikolay Olyunin     | DNS   |
| 11   | 11  | CAN Chris Robanske      | DNS   |

Grande final
| Pos. | Bib | Atleta               | Notas |
| ---- | --- | -------------------- | ----- |
| 01 ! | 1   | FRA Pierre Vaultier  |       |
| 02 ! | 25  | AUS Jarryd Hughes    |       |
| 03 ! | 3   | ESP Regino Hernández |       |
| 4    | 15  | USA Nick Baumgartner |       |
| 5    | 27  | USA Mick Dierdorff   |       |
| 6    | 20  | AUS Alex Pullin      | DNF   |

Legenda
| Recorde mundial      | Recorde mundial (World record)               |                       | Recorde africano                      | Recorde africano (African) |                                           | Q | Classificado por posição (Qualified) |
| Recorde olímpico     | Recorde olímpico (Olympic record)            | Recorde da América    | Recorde da América (Americas)         | q                          | Classificado por melhor tempo (Qualified) |   |                                      |
| Melhor marca do ano  | Melhor marca do ano (World leading)          | Recorde asiático      | Recorde asiático (Asian)              | DNS                        | Não largou (Did not start)                |   |                                      |
| Recorde nacional     | Recorde nacional (National record)           | Recorde europeu       | Recorde europeu (European)            | DNF                        | Não terminou (Did not finish)             |   |                                      |
| Recorde pessoal      | Recorde pessoal do atleta (Personal best)    | Recorde da Oceania    | Recorde da Oceania (Oceania)          | DSQ / DQ                   | Desclassificado (Disqualified)            |   |                                      |
| Recorde da temporada | Recorde da temporada do atleta (Season best) | Recorde sul-americano | Recorde sul-americano (South America) | NM                         | Sem marca (No mark)                       |   |                                      |